# 経皮的椎体形成術

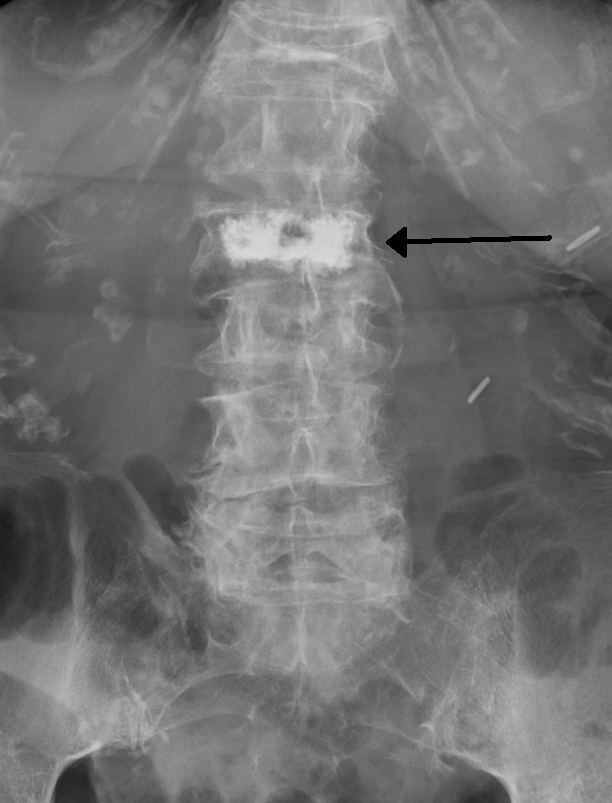
経皮的椎体形成術の治療を受けた患者のレントゲン写真

経皮的椎体形成術（けいひてきついたいけいせいじゅつ、英：Percutaneous Vertebroplasty(PVP)）とは、圧迫骨折の治療法の一つで、圧迫骨折によりつぶれた椎骨をセメントで整復する治療である。除痛効果が高いとされる。骨セメント療法などとも呼ばれる。日本においてはバルーンを用いて椎骨がつぶれている状態や脊柱が背中側に凸に変形している状態を戻してからセメント注入を行うバルーン椎体形成術（Balloon Kyphoplasty:BKP）が2011年1月より健康保険の適応となっている。BKPに関しては急性期は適応とならず、椎体の圧迫骨折から8週間経過してもなお痛みと変形が残っている場合が適応となる。

## 概要
骨粗鬆症や転移性骨腫瘍などを原因とした高齢者に多い圧迫骨折は従来はコルセットなどの保存的療法が主であった。保存的療法では数か月～数年強い痛みが残る場合もあった。経皮的椎体形成術はセメントを注入することにより椎骨を整形する治療法である。1984年にフランスで始まり、1990年代にはアメリカで普及が始まり、日本では1997年に導入された。アメリカでは2003年に7万人、2004年には10万人の患者がこの治療を受けている。 特に除痛効果が高いとされ、著明な痛みの軽減は1ヶ月以内に患者の80％－90％以上にみられる。最も除痛効果が出現しやすいのは発症後3ヵ月以内の急性期のものと言われているが、近年発症後6ヵ月以上経過した慢性症例にも緩和効果が認められるとの報告がなされ適応は拡大傾向にある。治療時間は一椎骨あたり30分程度。

## 手術内容
全身麻酔をかけ、Ｘ線透視下で針を刺して椎体までの経路を2カ所作り、バルーンのついた器具を挿入。そしてバルーンを膨らませ、つぶれた椎体をできるだけ元の状態に戻してバルーンを抜き取る。すると椎体に空洞ができるので、そこに骨セメントを圧をかけずに、置くように充填して手術終了となる。椎体に入れた骨セメントは20分ほどで固まり、背中の傷口は5ミリほどの刺し傷が２カ所だけなので、術後、麻酔から覚める2～3時間後にはコルセットを着けての離床が可能となる。入院日数は平均1週間程度。

## 副作用
注入されたセメントの漏えいによる肺塞栓、ショック死などの報告がある。発生率自体は稀である。

## 骨セメント
骨セメントとしては主にアクリル樹脂(PMMA)などが用いられる。PMMAはそのままではX線の透過性が高いため、視認性を高める目的でバリウムを添加する場合もある。

## プロモーション
2015年、The Atlantic誌によって、椎体形成術に関連する機器を販売する医療機器会社の関係者が、その効果に関する主張を促進するために、このテーマの英語版ウィキペディア記事を編集していたと報じられた。